# 讃岐山脈

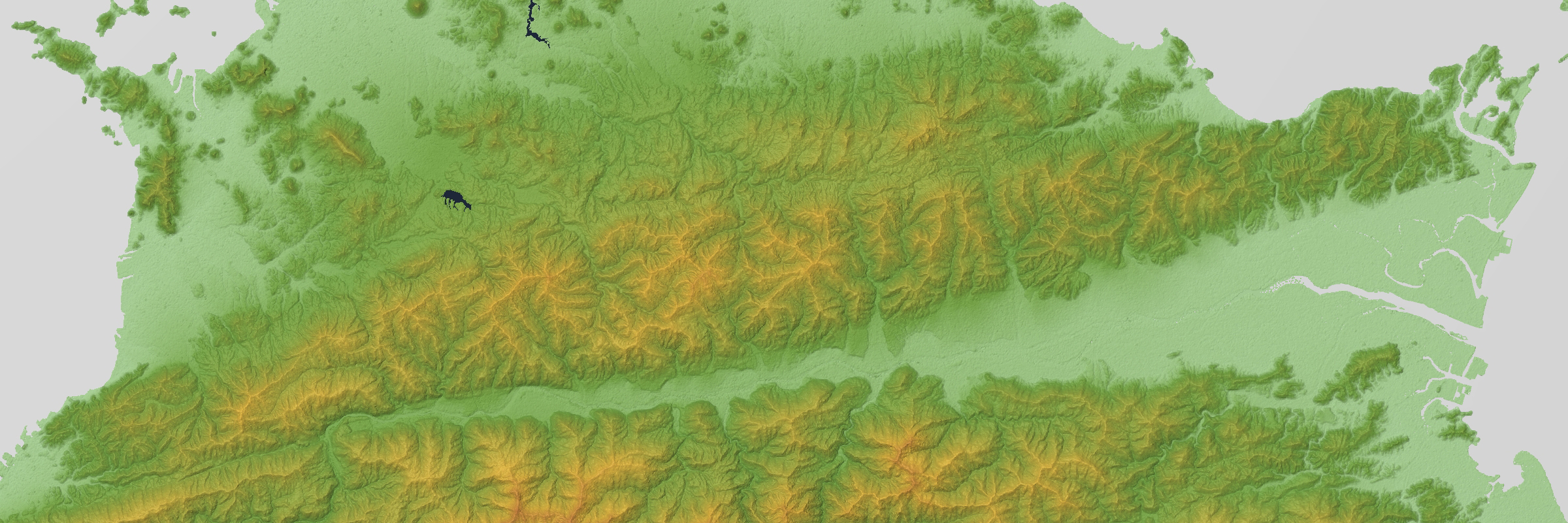
讃岐山脈の地形図

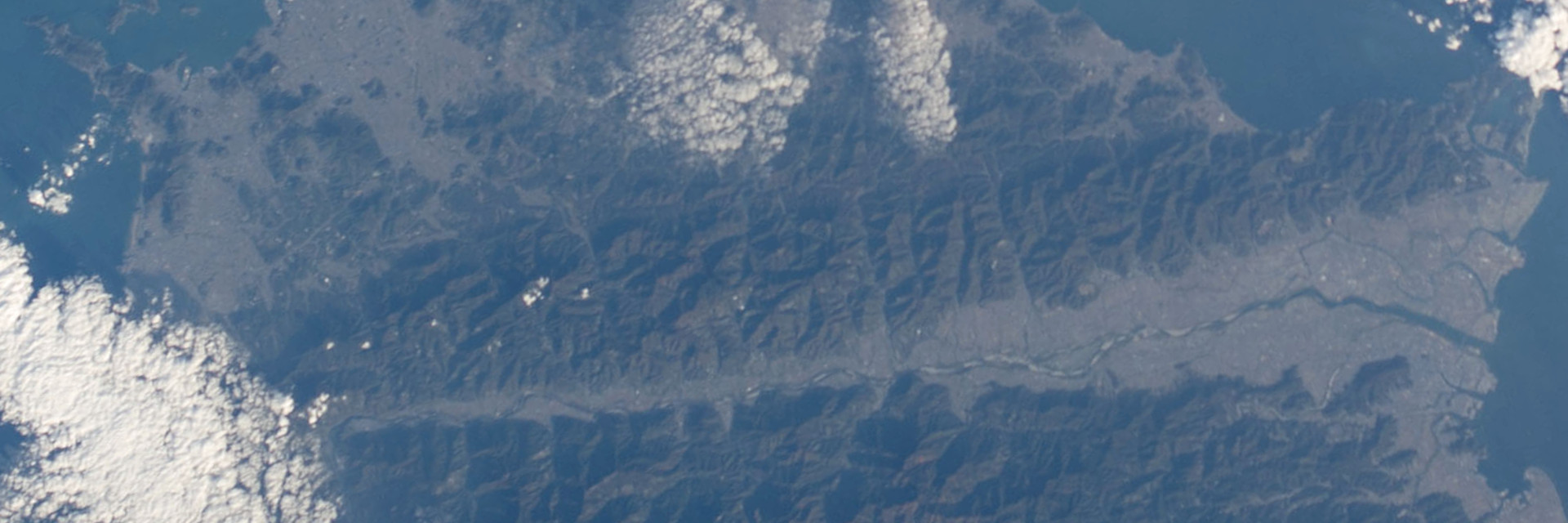
讃岐山脈（国際宇宙ステーションから撮影）

讃岐山脈（さぬきさんみゃく）は、香川県と徳島県の境界に位置する地塁山脈。

## 概要
高さ800 mほどの山が連なり、東西方向に長く、南北方向には狭いため、急峻な山脈である。香川県側の斜面に比べて徳島県側の方が直下に吉野川が流れているため急である。主に和泉層群と呼ばれる地層からできている。アンモナイトなどの化石が観察できることから、古くは海であったと考えられる。
徳島平野を挟んで、四国山地に対する。（讃岐山脈をも四国山地に含めることがある。）

## 主な山
山を東側より記す。小数点以下が記載された座標は最高点に位置する三角点の座標。三角点の等級は本来漢数字であるが、再配列可能な表のためアラビア数字で表記している。
| 名称     | 標高     | 三角点 | 位置                                                                                  |
| -------- | -------- | ------ | ------------------------------------------------------------------------------------- |
| 大麻山   | 538 m    | なし   | 北緯34度11分10秒 東経134度29分57秒 / 北緯34.18611度 東経134.49917度                   |
| 鉢伏山   | 439.4 m  | 3等    | 北緯34度10分04.8271秒 東経134度25分53.8924秒 / 北緯34.168007528度 東経134.431636778度 |
| 龍王山   | 475 m    | なし   | 北緯34度11分18秒 東経134度25分44秒 / 北緯34.18833度 東経134.42889度                   |
| ビク山   | 456.3 m  | 3等    | 北緯34度11分28.7377秒 東経134度25分16.4729秒 / 北緯34.191316028度 東経134.421242472度 |
| 大山     | 691.3 m  | 1等    | 北緯34度09分49.2199秒 東経134度23分40.73秒 / 北緯34.163672194度 東経134.3946472度     |
| 鳴嶽     | 306 m    | なし   | 北緯34度12分10秒 東経134度23分20秒 / 北緯34.20278度 東経134.38889度                   |
| 虎丸山   | 417 m    | なし   | 北緯34度12分58秒 東経134度18分51秒 / 北緯34.21611度 東経134.31417度                   |
| 那智山   | 271 m    | なし   | 北緯34度13分55秒 東経134度17分47秒 / 北緯34.23194度 東経134.29639度                   |
| 本宮山   | 346 m    | なし   | 北緯34度13分13秒 東経134度16分55秒 / 北緯34.22028度 東経134.28194度                   |
| 城王山   | 652.4 m  | なし   | 北緯34度08分57秒 東経134度16分10秒 / 北緯34.14917度 東経134.26944度                   |
| 笠ヶ峰   | 559.7 m  | 3等    | 北緯34度13分11.8823秒 東経134度15分55.0546秒 / 北緯34.219967306度 東経134.265292944度 |
| 檀特山   | 630.6 m  | 3等    | 北緯34度12分42.621秒 東経134度14分02.241秒 / 北緯34.21183917度 東経134.23395583度     |
| 東女体山 | 673.6 m  | 3等    | 北緯34度11分58.2241秒 東経134度13分20.7138秒 / 北緯34.199506694度 東経134.222420500度 |
| 妙体山   | 785 m    | なし   | 北緯34度08分01秒 東経134度12分40秒 / 北緯34.13361度 東経134.21111度                   |
| 女体山   | 774 m    | なし   | 北緯34度11分51秒 東経134度12分05秒 / 北緯34.19750度 東経134.20139度                   |
| 矢筈山   | 789 m    | 1等    | 北緯34度11分39秒 東経134度11分48秒 / 北緯34.19417度 東経134.19667度                   |
| 台ヶ丸山 | 694.6 m  | 4等    | 北緯34度07分47.1844秒 東経134度10分43.2484秒 / 北緯34.129773444度 東経134.178680111度 |
| 高仙山   | 627.1 m  | 4等    | 北緯34度11分37.7307秒 東経134度09分03.7437秒 / 北緯34.193814083度 東経134.151039917度 |
| 奥山     | 607.2 m  | 4等    | 北緯34度11分02.558秒 東経134度08分53.7982秒 / 北緯34.18404389度 東経134.148277278度   |
| 大滝山   | 946 m    | なし   | 北緯34度07分23秒 東経134度07分34秒 / 北緯34.12306度 東経134.12611度                   |
| 八丁山   | 532.9 m  | 3等    | 北緯34度10分54.991秒 東経134度05分57.239秒 / 北緯34.18194194度 東経134.09923306度     |
| 竜王山   | 1059.8 m | 4等    | 北緯34度06分55.6368秒 東経134度02分53.5394秒 / 北緯34.115454667度 東経134.048205389度 |
| 三頭山   | 734.2 m  | 4等    | 北緯34度04分40.3061秒 東経134度02分27.1388秒 / 北緯34.077862806度 東経134.040871889度 |
| 前山     | 643.1 m  | 3等    | 北緯34度09分57.4125秒 東経134度01分12.1281秒 / 北緯34.165947917度 東経134.020035583度 |
| 大川山   | 1042.9 m | 2等    | 北緯34度06分54.5164秒 東経133度56分22.736秒 / 北緯34.115143444度 東経133.93964889度   |
| 若狭峰   | 786.8 m  | 3等    | 北緯34度04分40.2506秒 東経133度47分31.4152秒 / 北緯34.077847389度 東経133.792059778度 |
| 中蓮寺峰 | 755.9 m  | 4等    | 北緯34度04分46.356秒 東経133度46分43.3874秒 / 北緯34.07954333度 東経133.778718722度   |
| 龍王山   | 794 m    | なし   | 北緯34度01分57秒 東経133度45分09秒 / 北緯34.03250度 東経133.75250度                   |
| 雲辺寺山 | 930 m    | なし   | 北緯34度02分06秒 東経133度43分22秒 / 北緯34.03500度 東経133.72278度                   |
| 菩提山   | 312.0 m  | 3等    | 北緯34度05分18.0652秒 東経133度43分06.6434秒 / 北緯34.088351444度 東経133.718512056度 |
| 高尾山   | 495.5 m  | 3等    | 北緯34度03分13.839秒 東経133度40分04.5856秒 / 北緯34.05384417度 東経133.667940444度   |
| 金見山   | 590.0 m  | 2等    | 北緯34度01分40.0507秒 東経133度38分39.9688秒 / 北緯34.027791861度 東経133.644435778度 |
| 大谷山   | 507 m    | なし   | 北緯34度02分09秒 東経133度37分46秒 / 北緯34.03583度 東経133.62944度                   |

## 歴史

### 借耕牛
借耕牛（かりこうし）とは、田を耕す田起こしおよび代掻きの時期において、犂を引くための家畜を飼育することができない小規模農家が、農繁期のみ山間の畜農家から借りていた農耕牛のこと。
江戸時代中期から昭和時代中期まで、香川県（讃岐国）平野部の米作農家と徳島県（阿波国）山間部の畜農家との間で行われていた相互扶助に近い農業経営上の取引活動とされる。カリコと略されることもあり、これを取りまとめる役目を追う仲介業を兼務する農家や、貸与元の農家の事を「かりこさん」と称していた土地もある。讃岐の農繁期が終わると、米などの穀類をお礼につけて返していた。そのため阿波では米取り牛と呼ばれた。

#### 経緯
水田にできる平野部が多い讃岐では米作のための耕作は欠かせなかったが、讃岐には草地が少なく牛の飼育が困難であった。讃岐では広大な土地を有する実力者でなければ年間を通した牛馬などの大型家畜類の飼育は不可能であった。
一方、阿波の山間部（北西部の美馬郡・三好郡と北東部の麻植郡など）は山地ゆえに斜面が多いため、水田に開拓できる土地が少なく、米は貴重な食糧であった。
こうした事情の一致により、讃岐の小農家の大半にとっては牛を飼わずに済み、阿波の山間農家にとっては少ない食糧を農繁期後の牛の労働で補える、この取引が発生したとされる。
借耕牛は農機具が普及し始めた昭和30年代まで続いたとされる。のちに米作農業はトラクターに代表される農業機械の登場に取って代わられ、畜産も作用業家畜ではなく食肉用家畜への生産へとシフトしていったため、時代の趨勢とともに、この風習は徐々に廃れていったとされる。

#### 実情
春季の田起こしに間に合わせるため、場所によっては借耕牛は阿波の畜農家(派遣元)で山越えできるまでに育てられ冬のうちに出発し、過酷な峠の雪道を讃岐平野へと超えねばならなかった。その道のりは決して平易なものではなく、借耕牛のみならず、それを連れて移動する「かりこさん」共々に常に遭難事故との危険とも隣り合わせであったとされる。のみならず農耕の戦力として期待された牛であったがゆえに特に脚部の怪我（骨折）は禁忌であり、致命傷でもあった。移動中の雪山において不慮の事故で骨折した牛は、足手まといとして谷に落とされ安楽死を与えられる事もあったとされる。
雪深い山道を抜けて派遣元の農家に到着した後も休まることはない。大抵は過酷な冬山を越えたと同時に春の訪れとなるため、借耕牛は(また力弱い仔牛であった時は成長を待つ場合もあるが)時を置かずして作業に入るのが通例と化していた。牛を長く置けば、その期間だけ派遣先の農家の負担も大きくなる一方、派遣元の農家も一刻も早い米の到着を待っているため、派遣先の米作農家は速やかな農作業と多い収穫を要求された。結果、借耕牛にかかる負担は大きくなり、時に米を収穫し終えた際には牛の疲労は筆舌に尽くしがたいものとなる場合もあったとされる。
米の収穫を終えると牛は再び「かりこさん」と共に阿波の派遣元農家へと帰還する。しかし派遣先での重労働や秋が深まり冬口となった気候により、時に雪期が早まった時などは、借耕牛は往時以上の消耗を抱えながら険しい峠道を超えねばならなかった。当然、この帰還時の旅程も決して楽なものではなく、往時と同様の危険がつきまとった。
そして無事に阿波へと戻ってきた牛は、派遣元にて英気を養い、再び讃岐山脈を越えるのである。
このように過酷であった借耕牛の労務だが、派遣元も派遣先も決して牛に対して情を抱いていなかったわけではない。過酷な労務はあくまでも当時の農業経営上においてやむなく行われていたもので、時期に余裕がある際には当然、牛を休ませることも行い、別れの際には涙と共に牛に感謝のため拝む事が通例となっていた土地もあった。また、地域によっては阿波へと帰っていく借耕牛に塩漬け等の旅中における防腐処置を施した瀬戸内海の海産物(これも山間部では貴重品である)を米と一緒に感謝をこめて派遣元へと託したという逸話も存在する。

#### 影響・副次効果
こうした借耕牛の労や犠牲に報いるため、時に讃岐山脈および讃岐国内の峠道(主には国境や村境)には「牛の墓」と呼ばれ記される石碑が散見される。これは借耕牛のみならず、峠を往来する運搬に使われた流通牛も併せての弔いと感謝を示した塚であり、地元地域にとっても大事な信仰の対象となっている場合も多い。ちなみに「墓」とあるが実質上は人間の営みの犠牲となった牛たちの合祀を目的とした「塚」であるため、実際にその場に何らかの牛が弔われている、というケースは非常に稀である。
牛の受け渡しの時期には峠の集合場付近が派遣先と派遣元、両地の農家で賑わい、飲食店も栄えた。
借耕牛で両国の交流が盛んになるにつれて、阿波から讃岐への嫁入りも増加したと言われる。これは牛を育てた派遣元の畜農家の娘が、自家の牛の面倒を見るために「かりこさん」として自家の牛育のノウハウを派遣先やその近所に伝える事、また雪深くなる前に自身の実家へと米を持ち帰る事を目的として迅速な作業を心がけた事より「阿波の娘は働き者」として派遣先の米作農家に気に入られた事情がある。

#### 借耕牛をモチーフとした作品
- 絵物語『カリコと少女』（冨田紀久子 作）

### 明治以降の人とのかかわり
- 明治時代になり廃藩置県が行われる中、1873年香川県（1次）が廃止され淡路、阿波と讃岐は名東県となる。しかし間にそびえる山々などの要因のため、結局その2年後に讃岐に香川県が再置された。
- 昭和時代に山を貫く香川用水が完成し、長い間水不足で苦しんでいた讃岐平野の水事情が緩和された。

## 交通
古くは12の峠が両国を結んだ。
- 三津トンネル（国道11号、徳島県鳴門市）

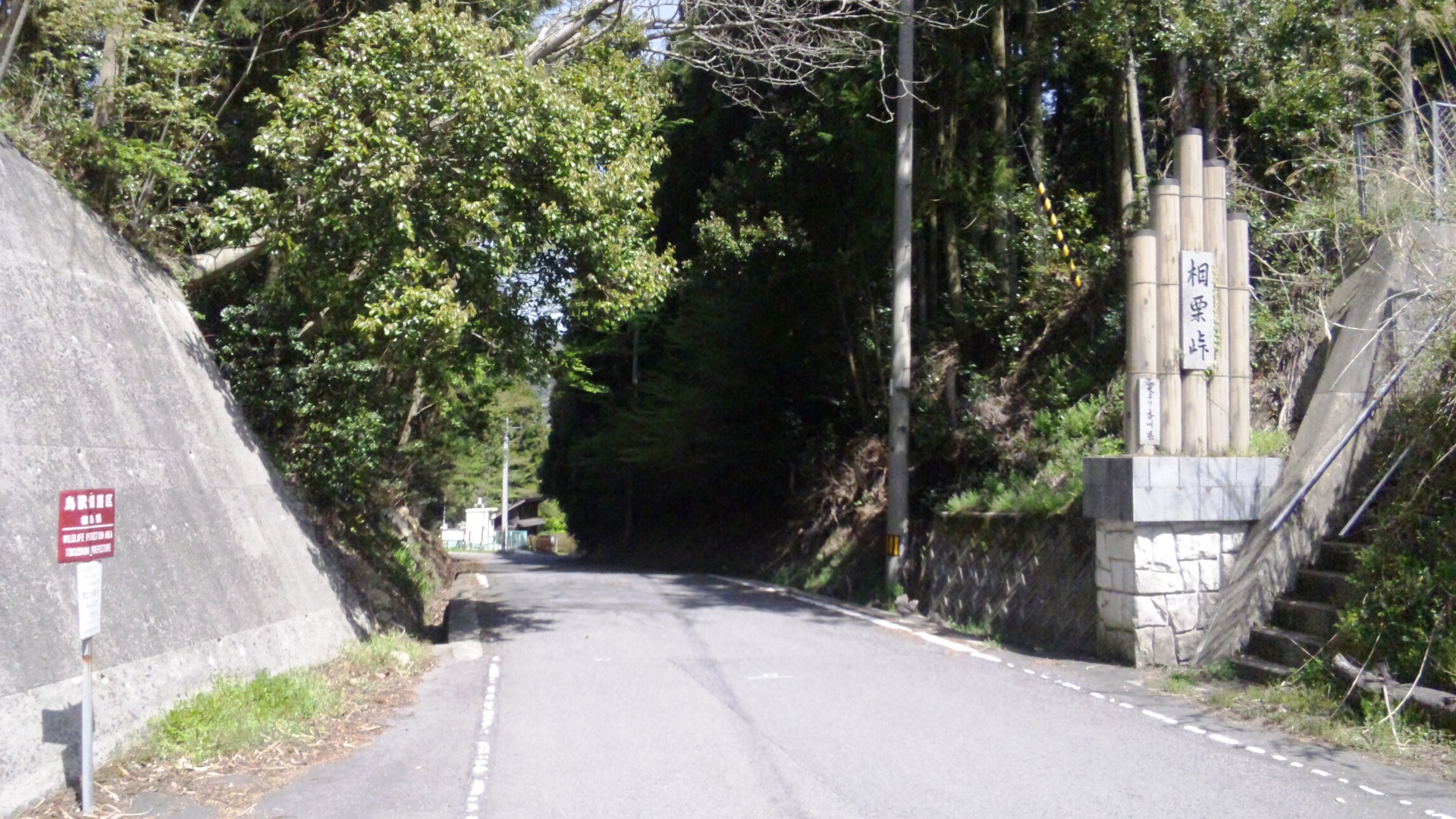
相栗峠

- 引田トンネル（国道11号、香川県東かがわ市）
- 大坂峠 （徳島県道・香川県道1号徳島引田線、香川県東かがわ市 - 徳島県鳴門市）
  - 大坂山トンネル（高徳線、香川県東かがわ市 - 徳島県板野町）
  - 大坂トンネル （高松自動車道、香川県東かがわ市 - 徳島県板野町）
- 一本松越 （香川県東かがわ市 - 徳島県板野町）
- 大山越 （香川県東かがわ市 - 徳島県上板町）
- 鵜峠 （香川県東かがわ市 - 徳島県上板町）
  - 鵜の田尾トンネル （国道318号、香川県東かがわ市 - 徳島県阿波市）
- 清水峠 （国道193号、香川県三木町）
- 大瀧寺越 / 大滝山峠（徳島県道・香川県道106号穴吹塩江線、香川県高松市 - 徳島県美馬市）
- 相栗峠 （徳島県道・香川県道7号美馬塩江線、香川県高松市 - 徳島県美馬市）
- 寒風越 （香川県まんのう町 - 徳島県美馬市）
- 三頭越 （香川県まんのう町 - 徳島県美馬市）
  - 三頭トンネル （国道438号）
- 真鈴峠 （香川県まんのう町 - 徳島県三好市）
- 東山峠 （香川県道・徳島県道4号丸亀三好線、香川県まんのう町 - 徳島県東みよし町）
- 猪ノ鼻峠 （香川県三豊市 - 徳島県三好市）
  - 猪ノ鼻トンネル （土讃線）
  - 猪之鼻隧道 （香川県道・徳島県道5号観音寺池田線）
  - 猪ノ鼻道路 （国道32号）
- 六地蔵越 （徳島県道・香川県道6号込野観音寺線、香川県三豊市 - 徳島県三好市）
- 薬師峠 （徳島県道・香川県道6号込野観音寺線、香川県三豊市）
- 曼陀峠 （香川県観音寺市 - 徳島県三好市）
  - 曼陀トンネル（香川県道・徳島県道8号観音寺佐野線）
- 田野々越（香川県道・愛媛県道9号大野原川之江線 、香川県観音寺市 - 愛媛県四国中央市）
- 鳥越 （国道11号、香川県観音寺市 - 愛媛県四国中央市）
  - 鳥越トンネル （高松自動車道、香川県観音寺市 - 愛媛県四国中央市）

## 阿讃山脈
阿讃山脈（あさんさんみゃく）は、讃岐山脈の徳島県における呼称である。
阿波国と讃岐国の境に続く山脈である事からこの名称で呼ばれており、讃岐山脈という名称よりもむしろこちらの名称の方が体を表しているといえる。徳島県では「讃岐山脈」がまるで香川県だけに山脈が位置しているかの様な名称である事から、あえて観光客向けのガイドなどでもマイナーな「阿讃山脈」の名称を使用している例が目立つ。
また、香川県においても「阿讃山脈」と呼ぶ人も少なからずいる（特に60歳代以上の人に見られる）。